# آمتا II
امتا ۲ (بلوک گسترش عوام) (به انگلیسی: Amta II (community development block)) یک منطقهٔ مسکونی در هند است که در بنگال غربی واقع شده‌است.

## خصوصیات
امتا ۲ ۱۳۵٫۴۲ کیلومترمربع مساحت و ۱۸۹٬۲۲۴ نفر جمعیت دارد.